# تأثير أهارونوف-بوم

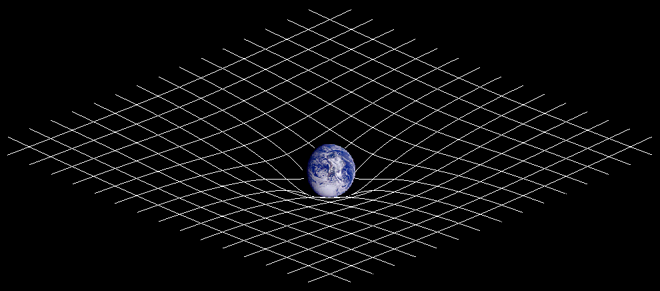

تأثير أهارونوف-بوم هو ظاهرة كمومية كتبت في عام 1949 من قبل فيرنر إرنبيرغ وريمون إلدريد سيداي و اكتشفت في عام 1959 من قبل ديفيد بوم وياكير أهارونوف: تداخل الموجات بين شعاعين الإلكترون يمكن تعديلها بواسطة وجود المجال المغناطيسي خارج المسارات الكلاسيكية للإلكترونات. تأثير أهارونوف-بوم هو تسليط الضوء على الكم حيث أن كمية حركة (الكلاسيكية) الجسيمات من شحنة {\displaystyle q} تساوي {\displaystyle \mathbf {p} -q\mathbf {A} } حيث {\displaystyle \mathbf {A} } هي إمكانية الناقلات، {\displaystyle \mathbf {p} } هو النبض.